# Farlete
Farlete és un municipi d'Aragó situat a la província de Saragossa i enquadrat a la comarcar de la Comarca dels Monegres.